# فرانکو مارتزی
فرانکو مارتزی (ایتالیایی: Franca Marzi؛ ‏۱۸ اوت ۱۹۲۶ – ۶ مارس ۱۹۸۹) بازیگر اهل ایتالیا بود. 
از فیلم‌ها یا برنامه‌های تلویزیونی که وی در آن نقش داشته است، می‌توان به ببخشید، موافقید یا مخالف؟، شب‌های کابیریا و انتقام دزدان دریایی اشاره کرد. مارتزی در سال ۱۹۵۸ برنده جایزه انجمن ملی فیلم ایتالیا بهترین بازیگر نقش مکمل زن شده است.